# 북두칠성 (음악 그룹)
북두칠성은 대한민국의 음악 그룹이다.

## 방송
- 쇼킹 나이트 (2023) - Top20

## 음반
- THE SE7EN HEART : AND (2023)